# Power of mind
『power of mind』（パワー・オブ・マインド）は、earthmindの1作目のオリジナル・アルバム。2013年6月19日にSony Music Recordsから発売された。

## 概要
通常盤と初回限定盤の2種類の仕様で発売され、初回限定盤にはDVDが付属されている。
シングルからは『B-Bird』、『ARCADIA』、『ENERGY』が収録され、カップリング曲は『ARCADIA』から『Another Heaven』と『HORIZON』の2曲のみが収録されている。
キャッチコピーは、「前向きな気持ちは、何よりも力になる。」。

## 収録曲
CD
1. アイズ [4:10]
  - 作詞：Rico、作曲・編曲：齋藤真也
2. ARCADIA [4:04]
  - 作詞：Rico、作曲・編曲：齋藤真也
  - PS Vita用ソフト『Fate/stay night [Realta Nua]』オープニングテーマ
3. 最果ての月 [4:51]
  - 作詞：Rico、作曲・編曲：齋藤真也
4. 光 [4:46]
  - 作詞：Rico、作曲・編曲：齋藤真也
5. Another Heaven [5:14]
  - 作詞：Rico、作曲・編曲：齋藤真也
  - PS Vita用ソフト『Fate/stay night [Realta Nua]』オープニングテーマ
6. Link [3:23]
  - 作詞：Rico、作曲：Ommy、編曲：Ommy・齋藤真也
7. seven days [4:36]
  - 作詞：Rico、作曲・編曲：齋藤真也
8. ENERGY [4:05]
  - 作詞：Rico、作曲・編曲：齋藤真也
  - テレビアニメ『ビビッドレッド・オペレーション』オープニングテーマ
9. brightline [4:28]
  - 作詞：Erina・Rico、作曲・編曲：齋藤真也
  - ボーカルのErinaが初めて作詞に参加した楽曲。
10. HORIZON [4:05]
  - 作詞：Rico、作曲・編曲：齋藤真也
  - PS Vita用ソフト『Fate/stay night [Realta Nua]』オープニングテーマ
11. 風を探して [4:59]
  - 作詞：Rico、作曲・編曲：齋藤真也
12. Our life, all right. [4:06]
  - 作詞：Rico、作曲：JUN TAKAI、編曲：JUN TAKAI・齋藤真也
13. B-Bird [4:53]
  - 作詞：Rico、作曲・編曲：齋藤真也
  - OVA『機動戦士ガンダムUC episode 4「重力の井戸の底で」』主題歌

初回限定盤DVD
1. B-Bird（Music Video）
2. ARCADIA（Music Video）
3. ENERGY（Music Video）